# Pilatus P-3
Il Pilatus P-3 è un aereo da addestramento basico monomotore, monoplano ad ala bassa e con un abitacolo capace di ospitare 2 posti in tandem, progettato e prodotto dall'azienda aeronautica elvetica Pilatus Aircraft. Veniva impiegato anche per l'addestramento al volo strumentale e possedeva buone capacità acrobatiche.

## Storia del progetto
Il progetto del P-3 vide la luce nei primi anni cinquanta, quando la Pilatus Aircraft iniziò lo studio di un nuovo aereo da addestramento in grado di soddisfare i requisiti delle Forze Aeree Svizzere: un velivolo robusto, realizzato interamente in metallo con un carrello retrattile; capace di resistere alle rigide temperature del paese elvetico; con un motore a pistoni Lycoming GO-435-C2-A2 e con un abitacolo spazioso e molto luminoso, a due posti in tandem.
La Pilatus Aircraft realizzò un solo prototipo - il quale effettuò il primo volo il 3 settembre 1953 - e 78 esemplari di serie; il nuovo trainer divenne operativo nel 1956 con i colori della Schweizer Luftwaffe.
Gli unici operatori furono le Forze Aeree Svizzere e la Força Aeronaval (la componente aerea della marina militare brasiliana), che lo utilizzarono per l'addestramento primario, strumentale, acrobatico e negli ultimi anni di servizio anche come aereo da collegamento.
Quando, nel 1993, i primi esemplari furono ritirati dal servizio, vennero revisionati dalla Pilatus Aircraft e venduti a operatori civili e ad amatori di velivoli storici. Dei 65 introdotti nuovamente sul mercato civile, un folto numero continua ancora a volare.

## Utilizzatori

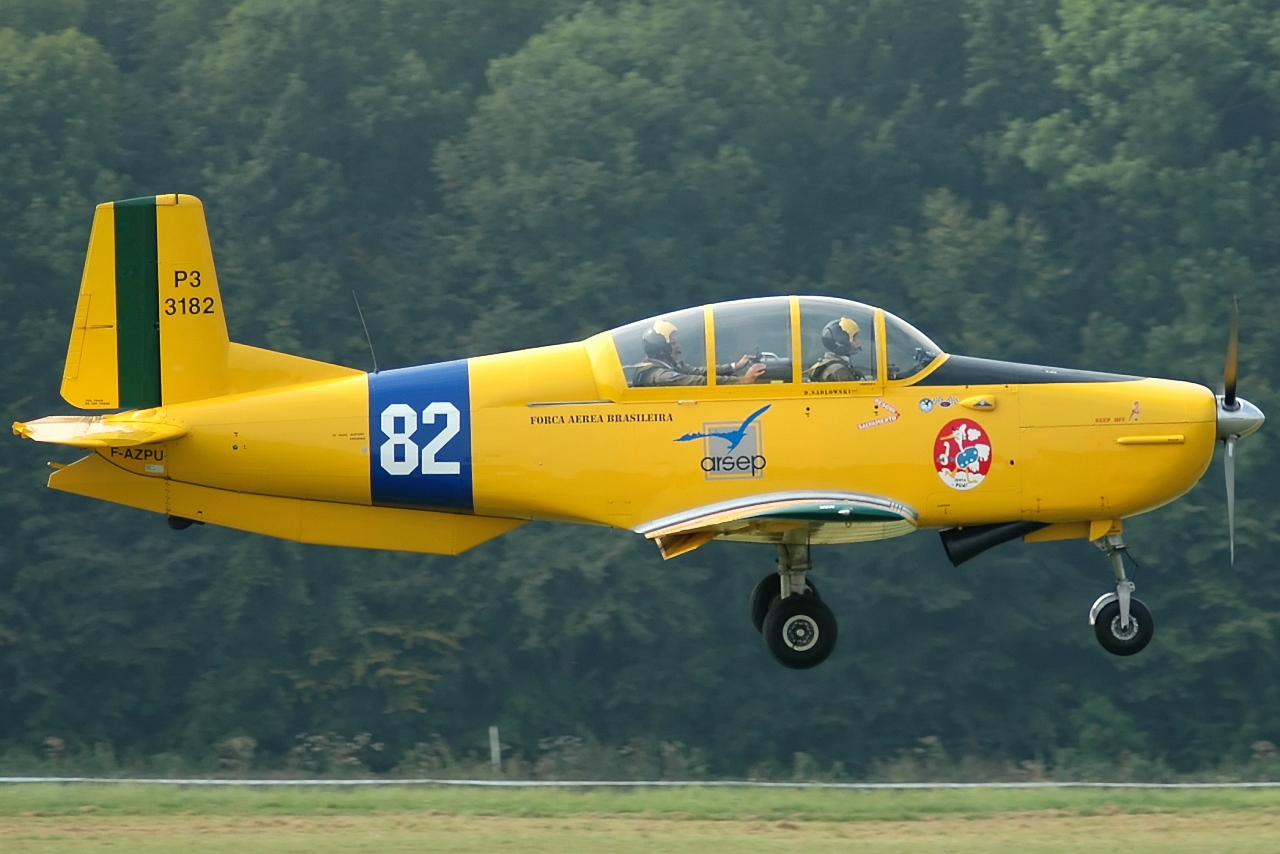
Un warbird P-3 in livrea brasiliana.

Brasile
- Força Aeronaval

ha operato con 6 esemplari.
 Svizzera
- Forze aeree svizzere

ha operato con 72 esemplari tra il 1956 e il 1994.

## Velivoli comparabili
Polonia
- PZL TS-8 Bies

 Stati Uniti
- Beech T-34 Mentor